# 山口県公安委員会
山口県公安委員会（やまぐちけんこうあんいいんかい）は、山口県警察を管理するため山口県知事所轄の下に設置される行政委員会である。3人の委員で組織される。所在地は山口市滝町1番1号である。

## 委員
- 委員長
  - 弘田公
- 委員
  - 今村孝子
  - 弘永裕紀

## 下部組織
- 山口県警察